# Joaquim Masmitjà i de Puig
Joaquim Masmitjà i de Puig (Olot, 29 de desembre de 1808 - Girona, 26 d'agost de 1886) va ser un sacerdot català que fundà la congregació de Missioneres del Cor de Maria. El 2020 va ser declarat venerable per l'Església catòlica.

## Biografia

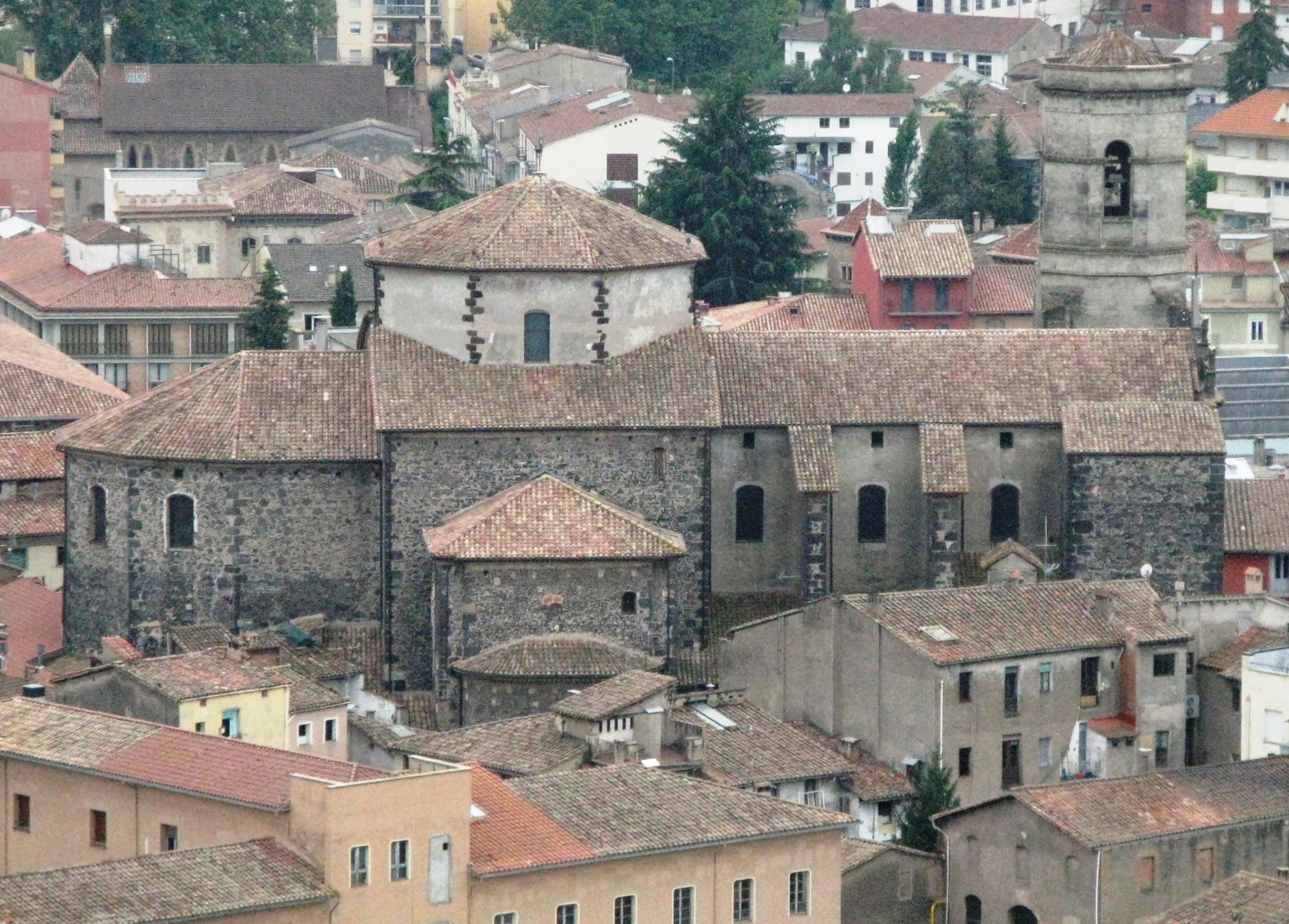
Sant Esteve d'Olot, parròquia de J. Masmitjà.

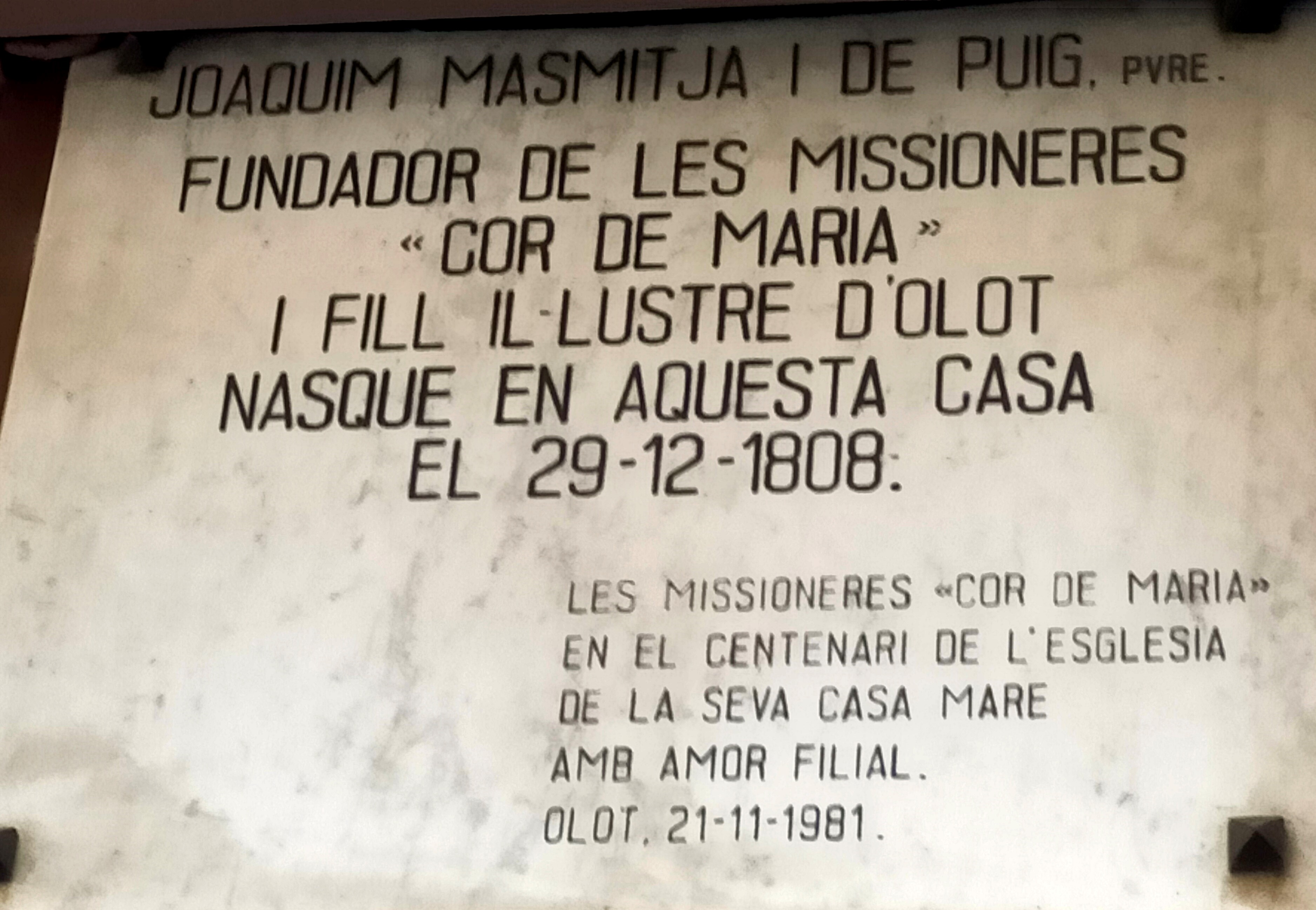
Placa commemorativa de Joaquim Masmitjà i de Puig a la seva ciutat natal

Joaquim va néixer a Olot en 1808, fill de Francesc Masmitjà i Santaló, advocat, i Maria Gràcia de Puig i Quintana. Va cursar estudis de llatí i retòrica a l'escola d'humanitats d'Olot i als 15 anys va començar els seus estudis eclesiàstics al Seminari Tridentí de Girona. El curs 1824-1825 va estudiar a la Universitat de Cervera, on es va llicenciar en Dret Civil i Eclesiàstic i va acabar la seva preparació sacerdotal.
Ordenat sacerdot el 22 de febrer de 1834 a Girona, va ser destinat a la Bisbal d'Empordà i després fou traslladat a la parròquia de Sant Esteve d'Olot, on fou nomenat regent de la Sagristia Curada. Va renunciar a una càtedra universitària a Barcelona per continuar el seu ministeri sacerdotal. Apòstol de la devoció mariana, aconseguí l'erecció de l'Arxiconfraria del Cor de Maria. Va demanar a Antoni Maria Claret que anés a predicar a Olot, cosa que va fer entre els mesos d'agost i setembre de 1844; d'aquí va néixer una forta amistat entre els dos sacerdots.
Desplegà una gran activitat docent; li preocupava l'abandonament de la fe cristiana que veia en la gent i les pèssimes condicions de vida de moltes noies d'Olot (vivien pobrament, no anaven a l'escola i des de petites havien de treballar en les fàbriques tèxtils). Inspirat per Lliberada Ferrarons, terciària del Tercer Orde del Carmel (orde laic), que havia treballat des de petita en la indústria tèxtil, va decidir-se a fundar una congregació religiosa que es dediqués a l'educació d'aquestes nenes i noies que no anaven a escola i vivien en la pobresa. L'educació femenina era fonamental, tant la formació humana, intel·lectual i cristiana, ja que ella havia d'ésser després l'educadora de les generacions joves i influiria directament en tots els àmbits de la societat. Així, pel juliol del 1848 va fundar la congregació de les Filles del Santíssim i Immaculat Cor de Maria, que després prendria el nom de Missioneres Cor de Maria.
Fou nomenat en dues ocasions vicari general del bisbe de Girona i proposat diverses vegades per ocupar el càrrec de bisbe, que va refusar. Mai, però, va abandonar l'atenció a les religioses de la congregació i, en vida seva, va créixer i es va estendre a les diòcesis de Girona, Barcelona, Tarragona i Lleida i també se n'obriren tres cases a Califòrnia en 1871.
Va ésser rector d'Olot i durant vint-i-tres anys fou canonge penitenciari de la Catedral de Girona i confessor del bisbe Bonet i Sanuy. Va ésser també redactor d'El parecer de la diócesis de Gerona, a través del qual insistí en la necessitat de declarar dogma de fe el misteri de la Concepció Immaculada de Maria. Fou també director espiritual de Lliberada Ferrarons.
Morí a causa d'un accident: el 21 de juny de 1886 tingué un defalliment i caigué en una escala de la casa de Girona que avui és seu general de la congregació de les Missioneres del Cor de Maria. Com a conseqüència del cop se li va formar un flegmó i una gangrena; sobrevisqué dos mesos i finalment morí el 26 d'agost de 1886.
Les seves restes mortals reposen en una capella lateral de l'església de la casa mare de la congregació que fundà, a Olot.
El gener del 2020 va ser declarat venerable pel Papa Francesc, el pas previ a ser declarat beat. El mateix dia es reconegué el martiri dels caputxins Josep Domènec Bonet, Jaume Barjau i Martí i Joan Romeu i Canadell, així com el missioner també català Josep Maria Gran Cirera.